# Convair X-6
Convair X-6 – samolot eksperymentalny napędzany energią jądrową, który nigdy nie wyszedł poza fazę prototypu.

## Historia projektu
W 1946 roku rozpoczęto prace projektowe w ramach programu NEPA (skrót od ang. – Nuclear Energy Propulsion for Aircraft, energia nuklearna do napędu samolotów), którymi kierowała Komisja Energii Atomowej (AEC – Atomic Energy Commission) i firma Fairchild Aircraft, mające na celu zbadanie możliwości zasilania dużych samolotów, zwłaszcza bombowców, energią z reaktora jądrowego. Ze względu na przewidywane ogromne koszty przedsięwzięcia i prawdopodobne problemy natury technicznej, oraz priorytetowe badania nad pociskami rakietowymi, program zawieszono.
W 1947 roku, AEC wraz z amerykańskimi siłami powietrznymi wznowiły program i w 1951 skierowały zamówienie do firmy General Electric na reaktor jądrowy możliwy do zamontowania na pokładzie samolotu i do producentów lotniczych Convair i Lockheed na dostarczenie odpowiedniej maszyny. Pierwszy lot przewidziano na rok 1956. Dla celów projektu firma Convair postanowiła zmodyfikować dwa bombowce B-36H Peacemaker, ówcześnie największe samoloty tego typu na świecie do roli nosiciela reaktorów, jednocześnie zmieniając ich oznaczenia na X-6. Trzeci samolot tego samego typu oznaczony jako NB-36H przeznaczono na latające laboratorium. NB-36H posiadał zamontowany na pokładzie reaktor, który nie był źródłem zasilania silników, ale służył do badań nad osłonami antyradiacyjnymi. W trakcie prac wstępnych zmieniono nazwę programu z NEPA na ANP (skrót od Aircraft Nuclear Propulsion, nuklearny napęd lotniczy). 
Chociaż założenia programowe wyglądały bardzo obiecująco, to inżynierowie pracujący nad projektem napotkali bardzo poważny problem techniczny dotyczący budowy odpowiedniego reaktora. Rozważano budowę dwóch typów reaktorów, wolnego, czyli najpopularniejszego typu, w którym neutrony są spowalniane przez moderator, którym była woda lub grafit, oraz szybkiego z neutronami o większej prędkości, bez moderatora, gdzie czynnikiem chłodzącym jest ciekły metal lub ciekłe sole. Pierwszy z reaktorów musiał być ekranowany tarczą betonową o grubości od 1,5 do 3 metrów, która ważyła około 200 ton, czyli o wiele więcej niż był zdolny unieść bombowiec B-36H. Szybki reaktor natomiast, wymagał ekranowania tarczą betonową o grubości około metra, co dawało masę około 50 ton, ale generowane przez niego temperatura około 1100 °C była cztery razy wyższa niż w reaktorze wolnym. Pomimo opracowania materiałów zdolnych wytrzymać tak wysoką temperaturę, jej długotrwałe działanie spowodowałoby stopienie rdzenia reaktora.
Opracowany przez General Electric dla X-6 reaktor miał być chłodzony wodą, a pręty paliwowe o masie 65 kg, wykonane z dwutlenku uranu miały być umieszczone w przekładkach ze stali nierdzewnej. Cztery silniki odrzutowe J53 zamontowane przy reaktorze miały go chłodzić powietrzem przepływającym przez sprężarki silników. Masa całej instalacji miała wynosić około 58 ton, z czego 27 ton ważyły osłony antyradiacyjne. Silniki napędzane ciepłem reaktora miały być zamontowane w komorze bombowej w wystającej gondoli pod kadłubem. Przedział załogi planowano odizolować płytą stalowo-ołowianą o grubości 10 cm, ale okazało się, że promieniowanie i tak przez nią przenikało. Ponadto nie tylko załoga była narażona na szkodliwe działanie promieniowania, ale także inne części samolotu, np. guma opon pod wpływem radiacji stawała się albo bardzo twarda i krucha, pękając jak szkło, lub przeciwnie – bardzo miękka i rozpływająca się.
Pomijając problemy natury technicznej, pojawiły się również sprzeciwy polityczne związane ze zbyt dużym kosztem projektu. Ponadto uważano, że X-6 jest tak wielki i ciężki, iż jedyne co może unieść to własny ciężar i nic poza tym. W 1956 roku po 47 lotach z reaktorem, oficjalnie przełożono termin startu samolotu eksperymentalnego na czas nieokreślony. Podobny projekt samolotu napędzanego energią jądrową prowadził w latach 60. XX wieku Związek Radziecki, testując samolot typu Tu-119 będący zmodyfikowanym bombowcem Tu-95. Samolot był napędzany silnikiem nuklearnym bezpośredniego przepływu, przez co pozostawiał za sobą radioaktywne chmury. Nie posiadał też ekranowania, wskutek czego załoga była poddana działaniu silnego promieniowania. Testowana maszyna amerykańska po zakończeniu testów została złomowana.